# Батькам для зручності
«Батькам для зручності» (ісп. Papás por conveniencia) — мексиканська теленовела, створена продюсером Розі Окампо для компанії Televisa. У головних ролях Хосе Рон і Аріадна Діас. Прем'єра відбулася на телеканалі Las Estrellas 21 жовтня 2024 року.

## Сюжет
Тіно та Айде, колишні однокласники, знову зустрічаються на шкільній зустрічі. Айде розповідає Тіно, що її підлітки-близнюки виникли внаслідок їхнього стосунку на одну ніч після закінчення школи. Разом Айде та Тіно створюють свою змішану сім’ю та знову закохуються.

## У ролях
| Актор               | Роль                          |
| ------------------- | ----------------------------- |
| Хосе Рон            | Тіно Гевара                   |
| Аріадна Діас        | Айде Москеда                  |
| Фердінандо Валенсія | Гусман Муріель                |
| Афріка Савала       | Федеріка                      |
| Даніела Лухан       | Клара Луз Монрой              |
| Мартін Рікка        | Рудольф                       |
| Марія Чакон         | Алісія «Лічіта» Чагоян        |
| Мігель Мартінес     | Чано Чаморро                  |
| Орасіо Панчері      | Дамасо Рівера                 |
| Лямбда Гарсія       | Факундо                       |
| Шерлін Гонсалес     | Сільвана дель Валле           |
| Іманол Ландета      | Феліпе                        |
| Летиція Пердігон    | Берта                         |
| Ернесто Лагуардія   | Джейсон                       |
| Сесілія Габріела    | Пура                          |
| Адріана Фонсека     | Пауліна                       |
| Марія Перроні Гарса | Софія «Чофіс» Чаморро Чагоян  |
| Хоакін Бондоні      | Серхіо «Чеко» Чаморро Чагоян  |
| Джонатан Бесерра    | Ель-Калакас                   |
| Вікторія Вієра      | Цирцея Гевара Москеда         |
| Еміліо Бельтран     | Улісес Гевара Москеда         |
| Каміла Нуньєс       | Скарлет                       |
| Таня Ніколь         | Ліла Гевара                   |
| Хуан Пабло Веласко  | Еміліано Гевара               |
| Константіно Алонсо  | Сопілка                       |
| Матео Сааведра      | Хесус «Чучіто» Чаморро Чагоян |
| Сандра Санчес Канту |                               |
| Лало Заяс           | Аугусто                       |
| Хосе Реміс          | Ігор                          |
| Сімоне Матеос       |                               |
| Хімена Телло        |                               |
| Наталія Альварес    |                               |
| Іван Караза         |                               |
| Лукас Уркійо        |                               |

## Сезони
| Сезон | Епізоди | Епізоди | Оригінальний показ | Оригінальний показ | Оригінальний показ |
| Сезон | Епізоди | Епізоди | Перший показ       | Останній показ     | Мережа             |
| ----- | ------- | ------- | ------------------ | ------------------ | ------------------ |
| 1     | 80      | 80      | 21 жовтня 2024     | 2025               | Las Estrellas      |

## Аудиторія
| Країна трансляції | Сезон | Розклад       | Серії | Перший ефір      | Перший ефір | Останній ефір | Останній ефір | Середній бал |
| Країна трансляції | Сезон | Розклад       | Серії | Дата             | Дата        | Дата          | Дата          | Середній бал |
| ----------------- | ----- | ------------- | ----- | ---------------- | ----------- | ------------- | ------------- | ------------ |
| Мексика           | 1     | 20:30 — 21:15 | 80    | 21 жовтня 2024 р | 2,74        |               |               |              |